# 聖佩德羅德瓦卡爾帕納區
13°02′56″S 75°38′52″W / 13.0489°S 75.6479°W
聖佩德羅德瓦卡爾帕納區（西班牙語：Distrito de San Pedro de Huacarpana）是秘魯的一個區，位於該國中南部伊卡大區的欽查省，始建於1951年9月22日，面積222.5平方公里，海拔高度3,796米，2012年人口1,641，人口密度每平方公里7.4人。